# Сукманы (посёлок станции)
Сукманы — посёлок станции в составе Нытвенского городского округа в Пермском крае.

## Географическое положение
Посёлок расположен в восточной части округа примерно в 7 километрах на восток-северо-восток от города Нытва, примыкая с востока к деревне Тюлени.

## Климат
Климат характеризуется как умеренно континентальный, с морозной снежной зимой и коротким тёплым летом. Средняя многолетняя температура самого холодного месяца (января) составляет −15…−18,5 °C, температура самого тёплого (июля) 15—18,5 °C. Длительность вегетационного периода (с температурой выше +5 °C колеблется от 145 до 165 дней. Среднегодовое количество осадков — 550—600 мм.

## История
Посёлок до 2020 года входил в состав Уральского городского поселения Нытвенского района. После упразднения обоих муниципальных образований входит в состав Нытвенского городского округа.

## Население
Постоянное население составляло 6 человек в 2002 году (83 % русские), 1 человек в 2010 году.

## Транспорт
Станция пригородного маршрута на железнодорожной линии Чайковская-Нытва.